# Nàng (film)
Pour les articles homonymes, voir Nang (homonymie).
Pour plus de détails, voir Fiche technique et Distribution.
Nàng, est un drame sentimental sud-vietnamien réalisé par Lê Mộng Hoàng et sorti en 1970.
Il s'agit d'une adaptation du roman éponyme de Bùi Hoàng Thư.

## Synopsis
L'histoire d'une orpheline qui a du mal à s'intégrer dans la vie et qui surmonte toutes les difficultés pour survivre et vivre humainement grâce à sa propre détermination.

## Fiche technique
- Titre original espagnol : Nàng
- Réalisateur : Lê Mộng Hoàng
- Scénario : Xuân Phượng, d'après le roman éponyme de Bùi Hoàng Thư.
- Photographie : Tran Van Lich
- Montage : Nguyen Van Quy
- Musique : Trong Hoang
- Société de production : Société cinématographique du Viêt Nam
- Pays de production :  République du Viêt Nam
- Langues originales : vietnamien
- Format : Noir et blanc
- Durée : 80 minutes
- Genre : drame sentimental
- Dates de sortie :
  - Viêt Nam du Sud : 1970

## Distribution
- Thẩm Thúy Hằng
- La Thoại Tân (vi)
- Xuân Dung
- Trần Quang (vi)
- Cao Huynh
- Việt Hùng
- Phương Hoài Trân
- Thiên Kim (vi)
- Diễm Kiều
- Mỹ Chi
- Tôn Thất Cần
- Văn Giai
- Lý Quốc Mậu
- Cẩm Hồng (vi)
- Thuỳ Linh
- Kim Liên
- Xuân Thúy

## Distinctions
- Festival du film Asie-Pacifique : Prix de la meilleure photographie en noir et blanc[1]